# 12071 Davykim
12071 Davykim è un asteroide della fascia principale. Scoperto nel 1998, presenta un'orbita caratterizzata da un semiasse maggiore pari a 2,2460437 UA e da un'eccentricità di 0,1561826, inclinata di 5,46101° rispetto all'eclittica.